# Summa theologiae

Summa theologica, 1596

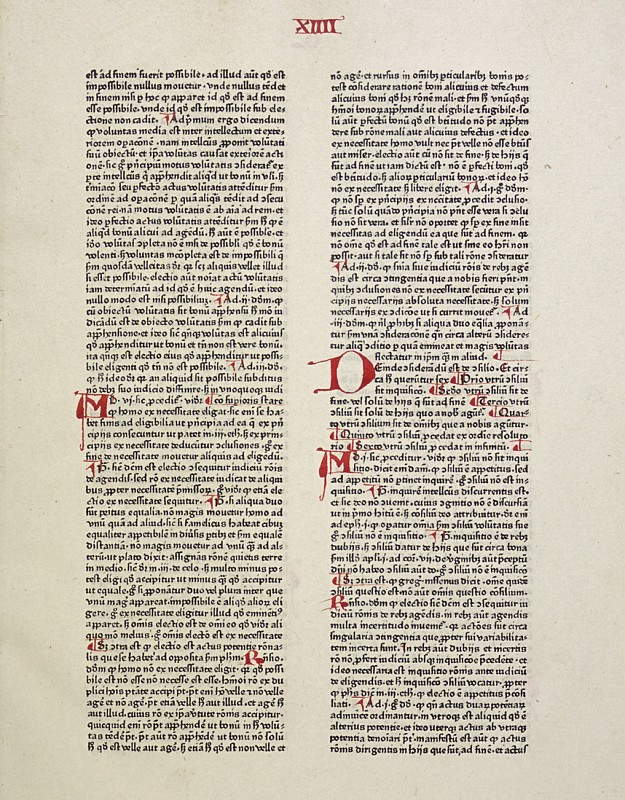
Summa Theologiæ, Pars secunda, prima pars. (kopie door Peter Schöffer, 1471)

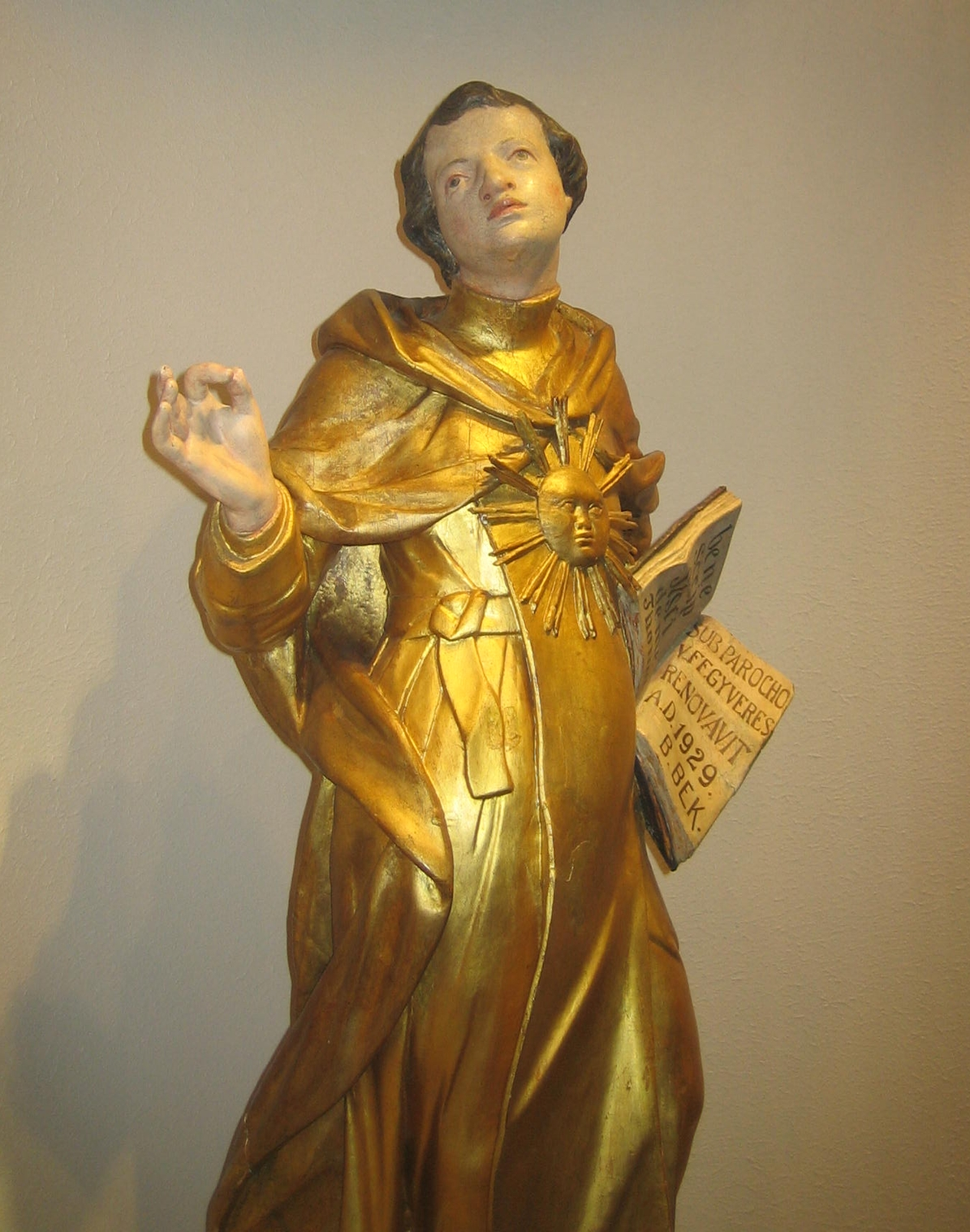
17e-eeuws standbeeld

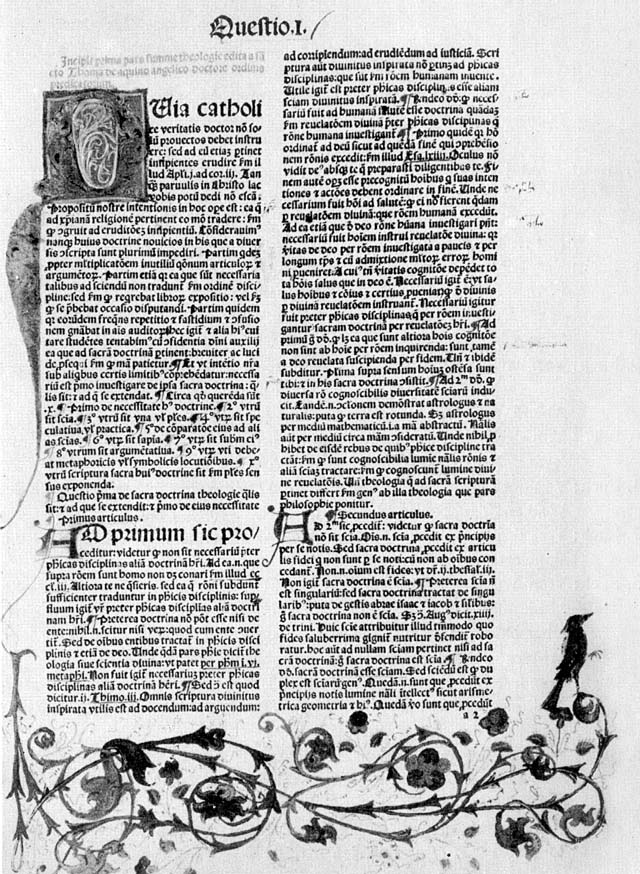
1482

De Summa Theologiæ (Latijn voor Hoofdzaak van de theologie), vroeger ook wel de Summa theologica of gewoon de Summa genoemd, geschreven in 1265, is het bekendste werk van Thomas van Aquino (1225-1274). Het werk is onvoltooid gebleven. Het is een van de klassieken van de theologie en filosofie en behoort tot de meest invloedrijke werken van de Westerse literatuur.
De bedoeling was een handboek te schrijven voor beginners en een soort samenvatting van alle theologische leerstellingen van die tijd. Het werk geeft een rationele onderbouwing van de christelijke theologische stellingen; beredeneerd volgens een methodiek die men later typisch middeleeuwse scholastiek is gaan noemen. 
De onderwerpen van de Summa worden behandeld volgens een cyclus: het bestaan van God; Gods schepping, de mens; het doel van de mens; Christus; de sacramenten; en dan zijn we weer terug bij God.
Het werk is beroemd door de vijf argumenten die het geeft voor het bestaan van God: de Quinque viae (Latijn voor vijf wegen).
In het werk worden voortdurend Augustinus van Hippo, Aristoteles, en andere christelijke, joodse, islamitische en klassiek-heidense schrijvers geciteerd.
De Summa Theologiae is een verder uitgewerkte versie van een eerder boek, ook geschreven door Thomas van Aquino, Summa contra Gentiles. Dit was een apologetisch werk, waarvan ieder artikel een geloof of een ketterij weerlegde.

## Opbouw
De Summa bestaat uit drie delen, elk deel houdt zich bezig met een onderdeel van de christelijke theologie.
- Eerste deel (Prima Pars): Gods bestaan en aard, dat is de Eeuwige wet; De schepping van de wereld; engelen; De aard van de mens.
- Tweede deel:
  - Eerste deel van het tweede deel (Prima Secundae, vaak afgekort tot Deel I-II): Algemene principes van de moraal (met een theorie over de natuurwet).
  - Tweede deel van deel twee (Secunda Secundae, of Deel II-II): De bijzondere moraal, inhoudende de individuele deugden en zonden.
- Derde deel (Tertia Pars): De persoon en het werk van Christus, dat is de Menselijke wet; de sacramenten; het einde van de wereld. Van Aquino liet dit deel onvoltooid.[2]

Elk deel bevat een aantal vragen, die zich bezighouden met een specifiek onderdeel; zo’n vraag is bijvoorbeeld "Over Christus' manier van leven." Elke vraag bevat meerdere artikelen, die zich bijvoorbeeld bezighouden met de kwestie: "Moest Christus armoede lijden in deze wereld?" De Summa heeft een standaard indeling voor ieder artikel.
- Er worden tegen elke nog te trekken conclusie bezwaren ingebracht; bijvoorbeeld wordt op bovenstaande vraag als mogelijk antwoord onderzocht of bijvoorbeeld Christus niet beter de meest verkieslijke vorm van het leven, tussen rijk en arm in, had kunnen kiezen.
- In zulke gevallen wordt een korte weerlegging gegeven, die altijd begint met "sed contra" (integendeel) en bijna altijd verwijst naar gezaghebbende literatuur, zoals de Bijbel of Aristoteles.[5] In het gegeven voorbeeld begint Thomas met er staat geschreven: Matteüs 8:20 de Mensenzoon kan zijn hoofd nergens te ruste leggen.*Daarna volgt de redenering; in het algemeen is dit een verheldering van het onderwerp. Thomas geeft bijvoorbeeld vier uitgewerkte redenen waarom het Christus paste om in deze wereld een leven van armoede te leiden.[6]
- Indien nodig, worden daarna nog individueel antwoorden gegeven op de tegenwerpingen. Deze antwoorden variëren in lengte van een zin tot enkele paragrafen. Thomas' antwoord op het bezwaar hierboven luidt, dat diegenen die deugdzaam willen leven, zowel overvloedige rijkdom als bedelarij moeten vermijden, (….) maar vrijwillige armoede kent dit gevaar niet; en deze armoede was door Christus vrijwillig gekozen. Deze uitleg is ontleend aan Averroes,[7] naar wie Thomas vol respect verwijst als "De Commentator."

## Verwijzingen in deSumma
De Summa verwijst vele malen naar denkers die in de tijd van Thomas in groot aanzien stonden. De Summa berust bijna geheel op citaten van deze auteurs. Sommigen hebben een aparte naam:
- De Filosoof: Aristoteles. Hij werd beschouwd als de meest scherpzinnige filosoof die tot dan toe geleefd had en als degene die tot dan toe de meeste waarheid had geuit. Het belangrijkste doel van de scholastische theologen was om zijn precieze technische termen en zijn logica op de theologie toe te passen.
- De Commentator: Averroes (Ibn Rushd). Hij was een van de belangrijkste Arabische commentatoren op de werken van Aristoteles; zijn commentaar werd vaak samen met het werk van Aristoteles in het Latijn vertaald.
- De Meester: Petrus Lombardus. Schrijver van de belangrijkste tekst in die dagen: de Sententies; (commentaren op de geschriften van de Kerkvaders).
- De Theoloog : Augustinus van Hippo. Wordt beschouwd als de grootste theoloog die er tot dan toe geweest was; Thomas citeert regelmatig uit de werken van Augustinus.
- De rechtsgeleerde (iurisperitus): Domitius Ulpianus. Een Romeinse jurist, de meest geciteerde persoon die heeft bijgedragen aan de Pandekten.
- Dionysius: Pseudo-Dionysius de Areopagiet. Thomas verwijst naar het werk van Dionysius, van wie de geleerden van zijn tijd dachten dat hij de persoon was die in Handelingen 17:34 genoemd wordt. Deze geschriften zijn echter zeer waarschijnlijk in de zesde eeuw in Syrië geschreven door een schrijver die zijn boek aan Dionysius toeschreef. (Daarom voegen moderne geleerden vaak pseudo toe aan de titel van het boek).
- Avicenna: Thomas citeert vaak de aristoteliaanse, neoplatonistische; vroeg islamitische filosoof Ibn Sina (Avicenna).
- Algazel: Thomas citeert ook de islamitische theoloog, al-Ghazali (Algazel).
- Rabbi Mozes: Rabbi Mozes ben Maimon, Maimonides, was een joodse rabbijnse geleerde, een tijdgenoot van Thomas van Aquino (hij stierf in 1204, vóór Thomas). De scholastici ontleenden aan zijn werk veel inzichten, hij nam zelf ook de methode van de scholastiek ter hand.

## Belangrijke stellingen
Aquino werkte het idee van de rechtvaardige oorlog (bellum iustum) verder uit. Dit was een Romeins concept dat in de christelijke traditie geïntegreerd werd door Augustinus (354-430) in De civitate Dei (tussen 413 en 426). Met het Decretum Gratiani (1140) van Gratianus werd de rechtvaardige oorlog onderdeel van het canoniek recht. In Secunda secundae wordt in Artikel 1 van Vraag 40 de vraag gesteld of het altijd zondig is om oorlog te voeren. In eerste instantie wordt aan de hand van vier bezwaren gesteld dat dit het geval is. Daarop volgt echter het Sed contra van Aquino. Drie kenmerken stonden centraal:
- de oorlog moest worden verklaard door een legitieme autoriteit (auctoritas principis)
- de oorlog moest worden gevoerd voor een rechtvaardig doel (causa iusta)
- de oorlog moest worden gevoerd met een juiste intentie (intentio recta)[8]

Andere stellingen zijn:
- Theologie is de meest beschouwende wetenschap, omdat haar kennis goddelijk en dus onfeilbaar is en omdat haar stof veel meer waarde heeft en het menselijk verstand overstijgt.[9]
- Als je als mens weet hebt van een uitwerking, en weet dat die een oorzaak heeft, is het een natuurlijk verlangen van je verstand om de essentie daarvan te leren kennen; dat verlangen is natuurlijk, omdat het voortkomt uit de volmaaktheid van de werking van het verstand.[10]
- Het bestaan (existentie) van een ding is iets anders dan zijn wezen (essentie). Dat wil zeggen zijn wezen en zijn begin kan een mens zich indenken; (een berg van goud bijvoorbeeld heeft een essentie, want je kunt het je indenken, maar hij bestaat niet, want hij maakt geen deel uit van de wereld). Voor alle dingen moet je deze twee onderscheiden, maar niet voor God, want Hij is goddelijk eenvoudig (simplicitas divina): je kunt zijn eigenschappen niet scheiden van zijn wezen (essentie).[11]
- Het bestaan van God, zijn goddelijke eenvoud (hij is niet met zichzelf in strijd), zijn eeuwigheid (eeuwig betekent in dit geval, dat hij buiten de tijd staat, tijd is namelijk een onderdeel van Gods schepping), zijn kennis, zijn manier van werken en zijn macht, kunnen volgens Thomas bewezen worden met alleen de menselijke rede.[12]
- Alle uitspraken over God zijn analogieën of metaforen. Je kunt niet zeggen dat de mens "goed" is, zoals je dat van God kunt zeggen, maar als je dat zegt, bedoel je, dat de mens op de een of andere manier de eenvoudige natuur van God nadoet, door goed te zijn, of wijs te zijn.[13]
- Ongeloof is de grootste (wat de invloed betreft) zonde op moreel vlak.[14]
- De principes van de natuurwet.[15]
- Het grootste geluk van alle, het opperste goed, bestaat daar in , dat we Gods aangezicht zullen zien.[16]
- Rente heffen over een lening is verboden, want het laat mensen twee keer betalen voor hetzelfde.[17]
- In zichzelf en vanzelf, is iets verkopen voor een hogere prijs dan wat het waard is, tegen de wet (principe van de juiste of rechtvaardige prijs).[18]
- Het contemplatieve (klooster)leven is grootser dan het actieve leven[19], maar nog grootser is het contemplatieve leven dat anderen roept tot een contemplatief leven en hen de vruchten van contemplatie laat ervaren.[20] (Dit was de manier van leven van de dominicanen, waar Aquino toe behoorde.)
- Het is mooier om monnik te zijn dan getrouwd te zijn, en zelfs is het op veel punten grootser dan het priesterambt, maar het is minder goed dan bisschop te zijn. Zowel monniken als bisschoppen zijn ontologisch en theologisch in een volmaakte toestand.[21]
- Hoewel de joden Christus overgaven om hem te laten doden, waren het de heidenen die hem ombrachten, dat is een voorafschaduwing van hoe het heil zou beginnen bij de Joden en van hen naar de heidenen zou komen.[22]
- Na het Laatste oordeel, waarin alle levende wezens vernietigd zullen worden, zal de wereld bestaan uit levenloze materie (zoals rotsen) maar ze zal verlicht en verfraaid worden door het vuur van de Apocalyps; een nieuw hemel en aarde worden zo tot stand gebracht.[23]
- Martelaren, leraren die het geloof verkondigen, en maagden krijgen, in die volgorde, in de hemel speciale kronen voor wat ze bereikt hebben.[24]

## Overzicht van de geheleSumma
De Summa Theologiae heeft de bedoeling om de geschiedenis van de kosmos samen te vatten en een overzicht te geven van de betekenis van het leven.
De volgorde is cyclisch. Het werk begint met God en met het bestaan van God in vraag 2. Heel deel I van de Summa gaat over God en over zijn schepping, met de mens als hoogtepunt. Deel I eindigt dan ook met de beschrijving van de mens.
Deel II van de Summa bespreekt het doel van de mens, het doel van het leven, dat is geluk. De ethiek, die in dit deel wordt besproken (afkomstig van Aristoteles) somt op wat een mens moet doen om zijn beoogde bestemming te bereiken.
Omdat geen mens in staat is om uit zichzelf een volmaakt leven te leiden (en zo God te bereiken) was het noodzakelijk dat een volmaakt mens de kloof tussen God en mens zou overbruggen. Daarom werd God een mens. Het derde deel van de Summa gaat daarom over Christus.
Om in de voetstappen van deze volmaakte mens te kunnen gaan, om een leven van genade te kunnen leven (zonder welke er geen behoud is), zijn de Sacramenten gegeven; het slot van de Summa houdt zich bezig met de sacramenten.
Een schema van de hele Summa: